# Eyre Coote (1726–1783)

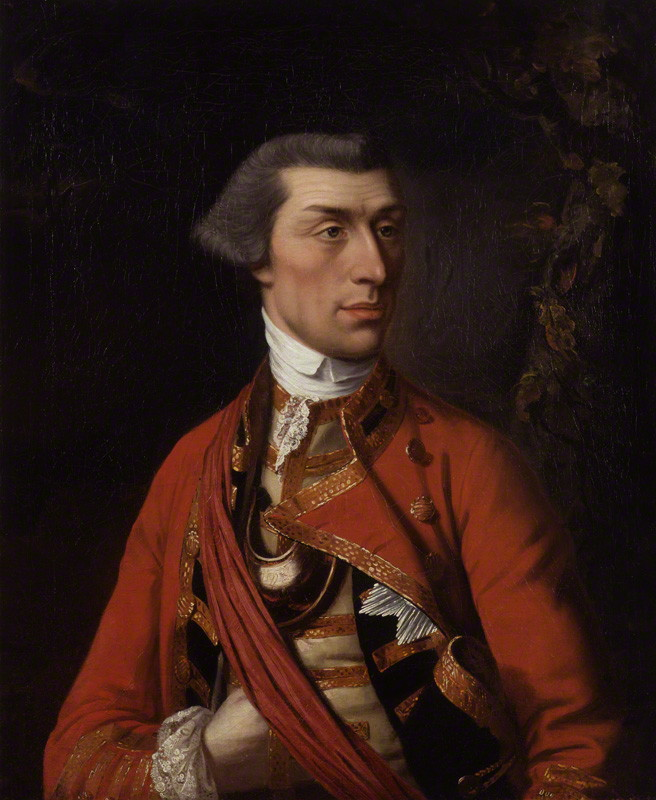
Eyre Coote, olieverfportret door Henry Robert Morland, rond 1763.

Sir Eyre Coote (Limerick, 1726 - Madras, 28 april 1783) was een Iers militair die de British Army aanvoerde in India. Zijn overwinning op de Fransen in de Slag bij Wandiwash vormde een keerpunt in de Brits-Franse strijd om koloniale invloed in het zuiden van India.

## Levensloop
Eyre Coote was de zoon van de priester Chidley Coote en diens vrouw Jane Evans. Als militair diende hij eerst in het 27e infanterieregiment van de British Army, om zijn eerste veldervaring op te doen tijdens de jakobitische opstand van 1745. Later werd hij als Captain (kapitein) aan het 31e regiment toegevoegd, het eerste reguliere Britse regiment dat naar India werd uitgezonden. Het regiment was gelegerd in Madras (het tegenwoordige Chennai) maar werd in 1756 ingezet om Calcutta te heroveren, toen deze Britse handelskolonie door de nawab van Bengalen was ingenomen. De herovering van Calcutta, in januari 1757, kostte weinig moeite, maar Coote kwam tijdens de veldtocht in aanvaring met bevelhebber Robert Clive. Dit was het begin van een levenslange vijandschap tussen de twee heren. Coote werd desondanks voor zijn inzet beloond met een promotie tot Major (majoor).
Coote diende onder Clive tijdens de Slag bij Plassey, waarin de nawab van Bengalen definitief werd verslagen en het Britse gezag over het gebied gevestigd werd. Na afloop van de slag voerde Coote een campagne tegen de Franse bondgenoten van de nawab. Hij werd beloond met een promotie tot luitenant-kolonel. De veldtocht had echter zijn gezondheid aangetast.

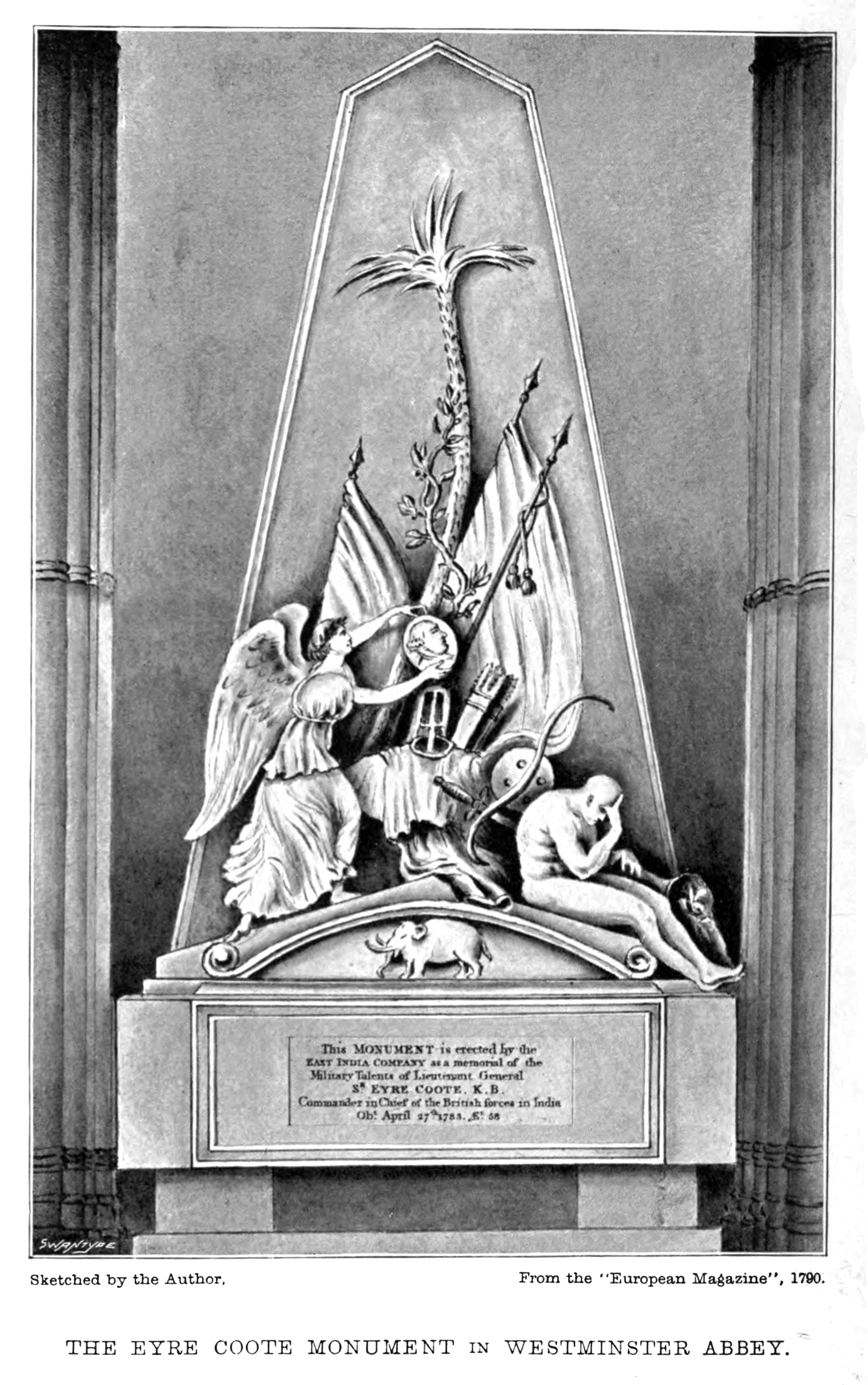
Tekening van het monument voor Coote in Westminster Abbey.

In 1759 voerde Coote het Britse leger aan tegen de Fransen in de Carnatic. Nadat de Fransen het beleg van Madras hadden moeten opgeven versloeg Coote het leger van de Franse generaal Lally in januari 1760 tijdens de beslissende slag bij Wandiwash. Kort daarna werd Coote het opperbevel van de Britse strijdkrachten in Bengalen toevertrouwd. Hij keerde in 1762 terug naar Ierland en ontving in 1777 de orde van het Bad voor zijn verdiensten. In 1768 werd hij verkozen in het parlement van Groot-Brittannië. In 1769 trouwde hij met een dochter van Charles Hutchinson, de gouverneur van St. Helena. Het paar kreeg geen kinderen.
In 1779 keerde Coote terug naar India om zijn oude functie van opperbevelhebber op te nemen. Hij kon het goed vinden met de Britse gouverneur-generaal, Warren Hastings. Als opperbevelhebber had Coote een zetel in de Calcutta Council, de bestuursraad van Brits-Indië, maar hij koos ervoor alleen bij belangrijke beslissingen aanwezig te zijn. Bij zulke beslissingen gold hij als een bondgenoot van Hastings in diens politieke strijd met Philip Francis.
Coote leidde de Britse strijdkrachten in de tweede oorlog (1780-1784) met het Mysore van sultan Haider Ali en diens opvolger Tipu Sultan. In de slag bij Porto Novo (1 juni 1781) wist hij de sultan een vernietigende nederlaag te bezorgen. Hoewel de veldtocht bijzonder succesvol verliep was deze desastreus voor Cootes gezondheid. Hij overleed in Madras in april 1783, een jaar voor het einde van de oorlog. Er werd een monument voor hem opgericht in de Londense Westminster Abbey.